# استارویانزیگیتوو
استارویانزیگیتوو (انگلیسی: Staroyanzigitovo) یک شهرک در شهرستان کراسنوکامسکی استان باشقیرستان کشور روسیه است.